# Mizuho Financial Group

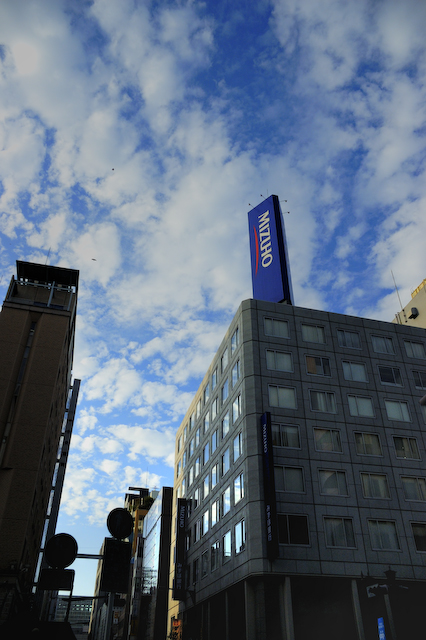
Mizuho Bank Ginza Branch

Pour les articles homonymes, voir Mizuho.
Mizuho Financial Group (株式会社みずほフィナンシャルグループ, Kabushiki-gaisha Mizuho Finansharu Gurūpu, TSE : 8411, NYSE : MFG), abrégé en MHFG ou simplement appelé Mizuho est une holding bancaire dont le siège est situé à Ōtemachi, Tokyo. Le nom "Mizuho" signifie "nouvelle, abondante et riche récolte de riz" en japonais.

## Historique
Elle est créée en 2002 de la fusion de la Dai-Ichi Kangyo Bank, de la Fuji Bank et de la Industrial Bank of Japan. Cette fusion est annoncée dès novembre 1998, lors de cette annonce cette nouvelle banque est notée comme la plus grande banque mondiale en termes d'actif,,.
En décembre 2014, Mizuho Financial Group est en discussion pour acquérir la participation de 37 % de Australia and New Zealand Banking Group dans PT Bank Pan Indonesia pour environ 900 millions de dollars.
En février 2015, Mizuho acquiert un ensemble de prêts gérés par la Royal Bank of Scotland pour 3 milliards de dollars.
L'histoire la plus ancienne des sociétés qui ont formé le groupe Mizuho est celle de Yasuda-ya, qui a été fondée en tant que société privée en 1864. Puis, en 1872, la Dai-Ichi Bank, Ltd. a été la première banque du Japon à être créée en vertu de la nouvelle loi sur la banque nationale de 1872.  En 1897, la Nippon Kangyo Bank, Ltd. et l'Industrial Bank of Japan, Limited ont ensuite été créées en tant qu'institutions gouvernementales. En 1912, Yasuda a été constituée et rebaptisée Yasuda Bank, dans le cadre d'un processus au cours duquel Yasuda a absorbé les actifs et les activités de dix-sept institutions bancaires japonaises différentes.
En 1948, la Yasuda Bank a elle-même été rebaptisée Fuji Bank, Limited. Au cours des années suivantes, la Fuji Bank allait devenir le principal bailleur de fonds de la croissance économique japonaise de l'après-guerre, travaillant avec d'autres grandes banques en tant que partenaires lorsqu'elle risquait de dépasser ses fonds. En 1950, la Nippon Kangyo Bank et l'IBJ ont été reprivatisées après avoir servi de banques semi-publiques pendant des décennies, sur une recommandation du commandant suprême des puissances alliées, le général Douglas MacArthur, et des États-Unis pendant les réformes économiques de l'après-guerre. En 1971, la Dai-ichi Bank et la Nippon Kangyo Bank ont fusionné pour former la Dai-Ichi Kangyo Bank, Limited. La Mizuho elle-même a été créée à partir des vestiges de ces fusions, et en 1999, la DKB, le Fuji et l'IBJ annoncent un accord pour consolider les opérations des trois banques. Cela a abouti à la création d'une société holding appelée Mizuho Holdings, Inc. en 2000.  Puis, en 2002, la DKB, le Fuji et l'IBJ ont été officiellement et légalement fusionnés en deux banques, Mizuho Bank, Ltd. et Mizuho Corporate Bank, Ltd.
En mai 2023, Mizuho acquiert la banque américaine Greenhill pour 550 millions de dollars.

## Divisions et filiales
Mizuho divise ses activités en quatre divisions distinctes, sur une base mondiale: Retail Group, Global Corporate Group, Global wealth and asset management, Strategy affiliates.
Le groupe comprend les entités juridiques suivantes : 
- la banque Mizuho,
- Mizuho Securities (en),
- Mizuho Capital (en),
- Mizuho Trust & Banking (en),
- Mizuho Information & Research Institute (en),
- Trust & Custody Services Bank (en)